# Herb gminy Rawa Mazowiecka
Herb gminy Rawa Mazowiecka – jeden z symboli gminy Rawa Mazowiecka, ustanowiony 30 maja 2017.

## Wygląd i symbolika
Herb przedstawia na tarczy w polu czerwonym złoty budynek kościelny o zamkniętych wrotach i wysokim dwuspadowym dachu z takąż sygnaturą, z jednym oknem, zwieńczony krzyżem, nad którym po prawej stronie głowa panny srebrna o rozwianych czarnych włosach, nakryta złotą koroną, a po lewej czarna głowa niedźwiedzia z wysuniętym językiem złotym w prawo.